# René Rouffeteau
René Rouffeteau (30 de março de 1926 — 27 de abril de 2012) foi um ciclista francês que participou dos Jogos Olímpicos de Verão de 1948 em Londres.
Rouffeteau conquistou uma medalha de bronze no ciclismo durante os Jogos Olímpicos de Verão de 1948 em Londres. Ele fez parte da equipe francesa que terminou em terceiro na prova de estrada. Os outros membros da equipe foram José Beyaert, Jacques Dupont e Alain Moineau.